# Vågan
Vågan là một đô thị hạt Nordland, Na Uy. Nó là một phần của khu vực truyền thống Lofoten. Trung tâm hành chính của đô thị này là thị xã Svolvær.
Vågan được thành lập như khu đô thị ngày 1 tháng 1 năm 1838 (xem formannskapsdistrikt). Hai đô thị khác sau này được tách ra từ nó: Gimsøy (năm 1856) và thị trấn Svolvær (năm 1919). Ngày 1 tháng 1 năm 1964, chúng đã được cả hai trở lại sáp nhập vào Vågan.
VI:

Vågan
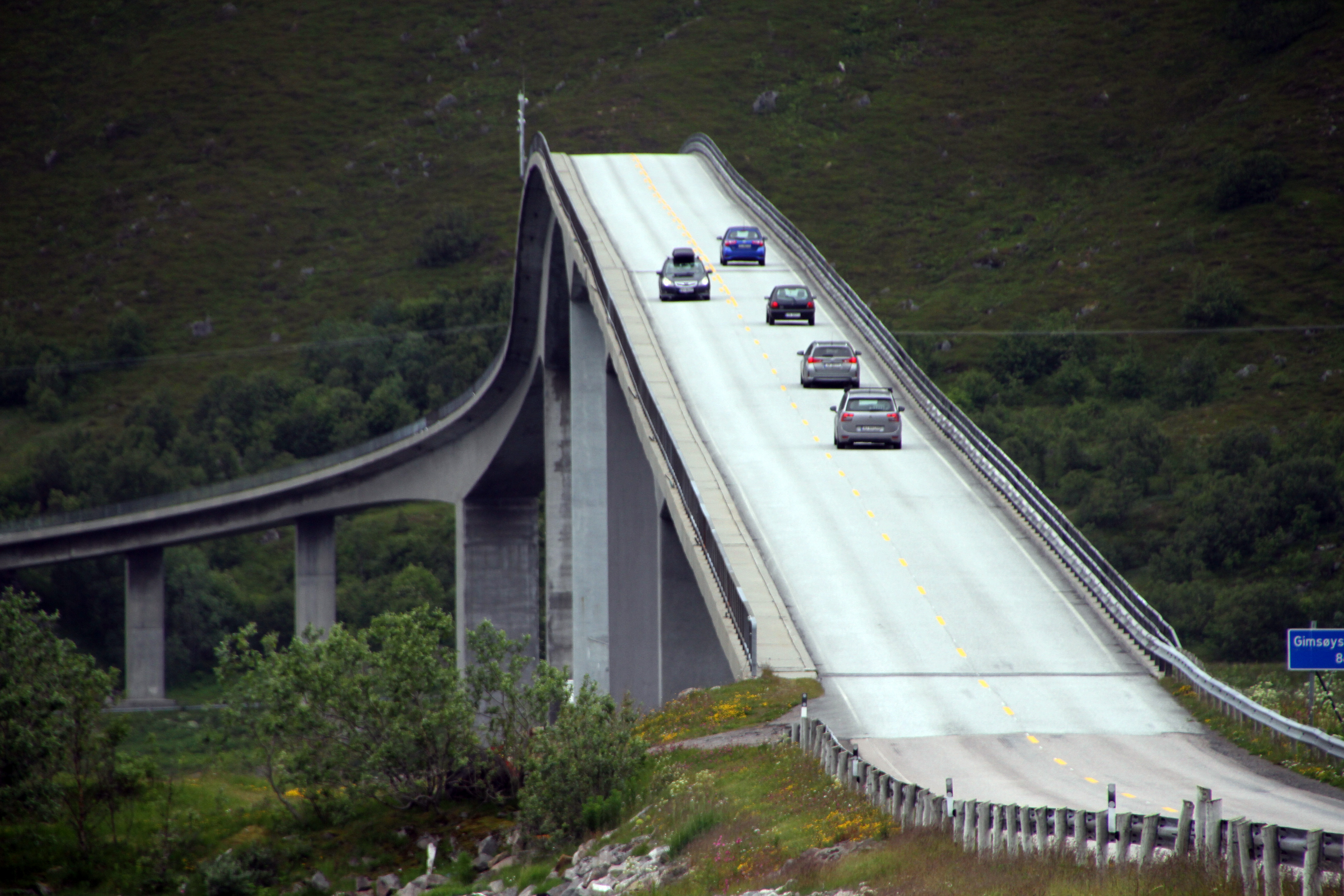
Gimsøystraumen
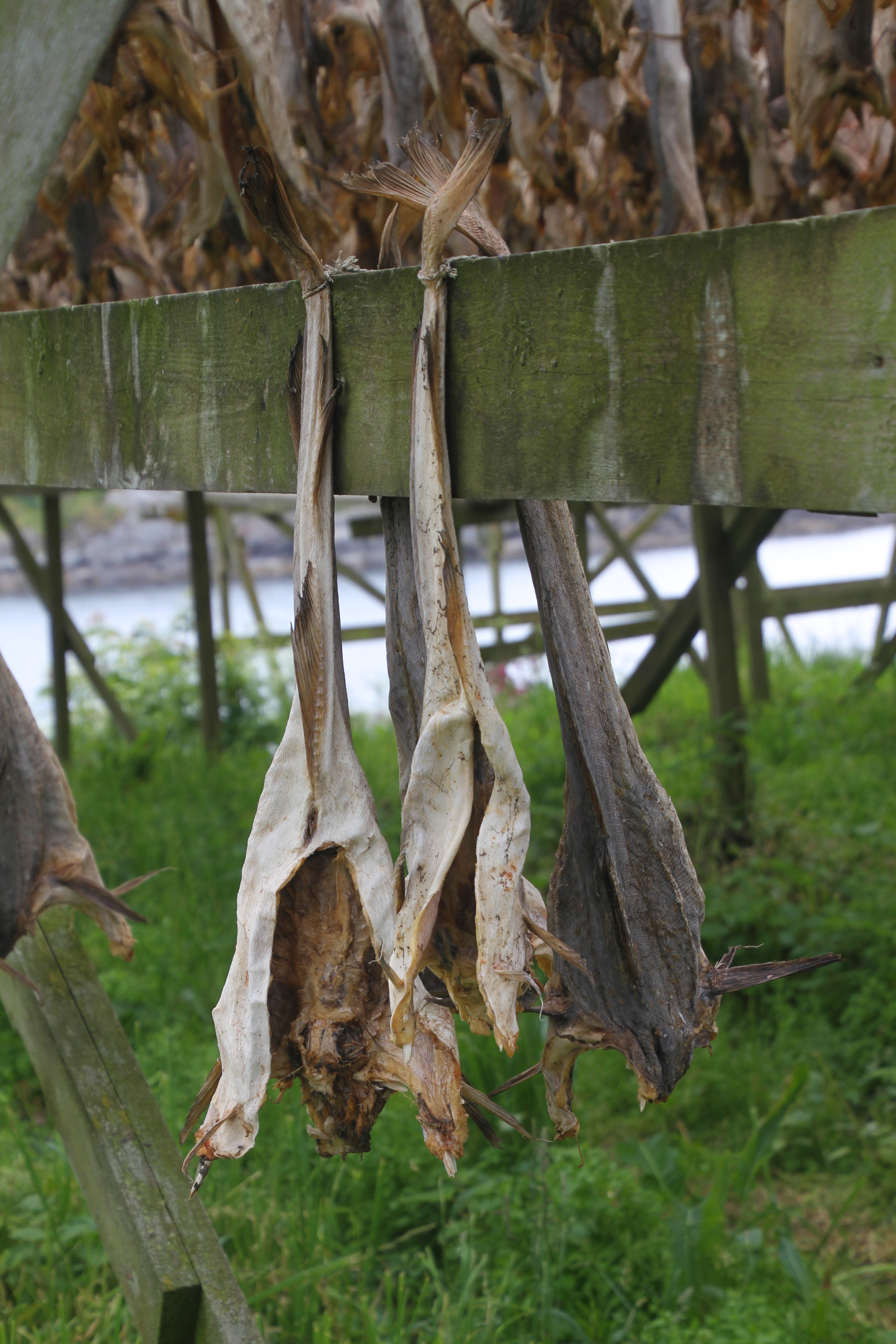
Henningsvær
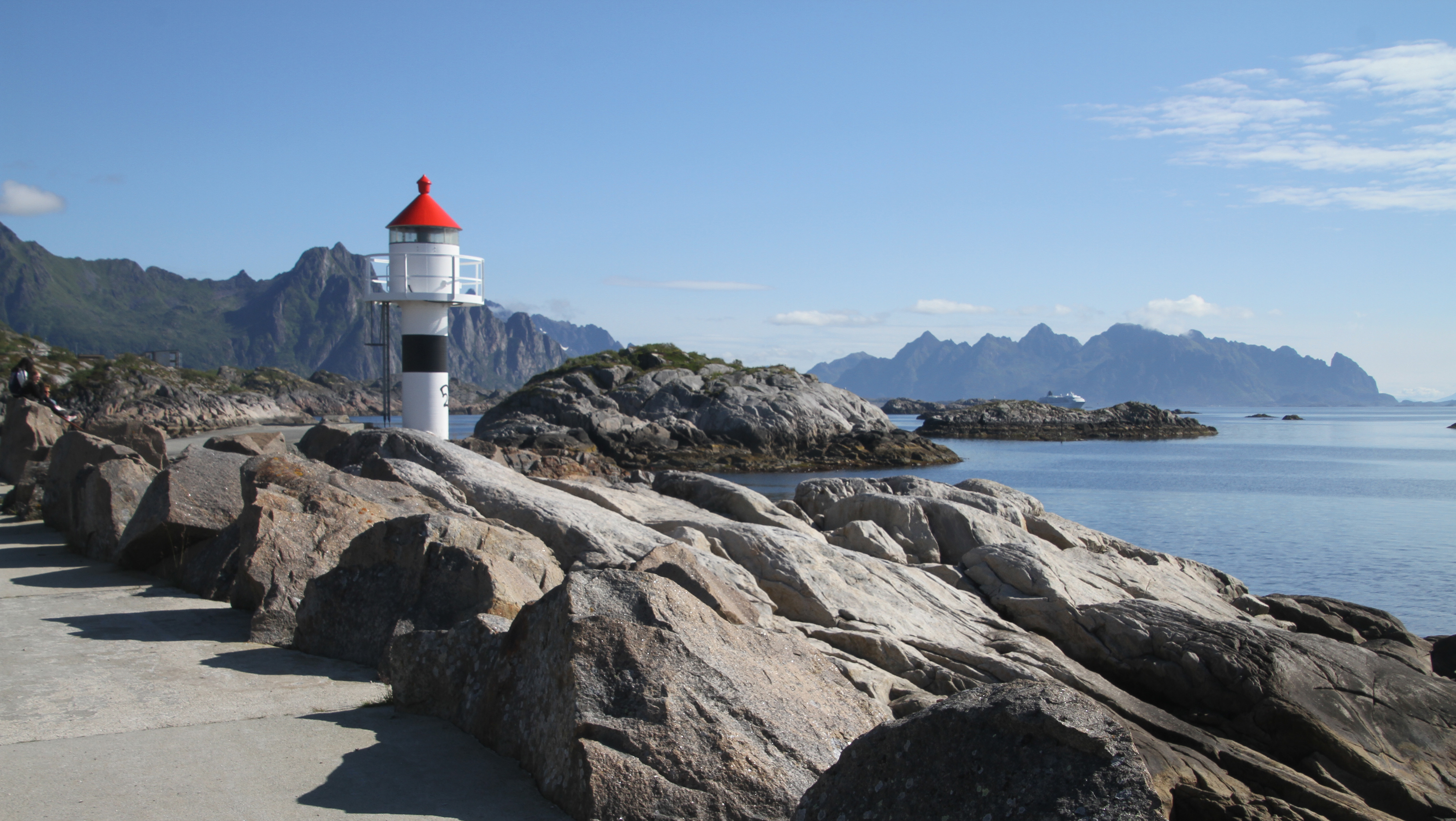
Kabelvåg
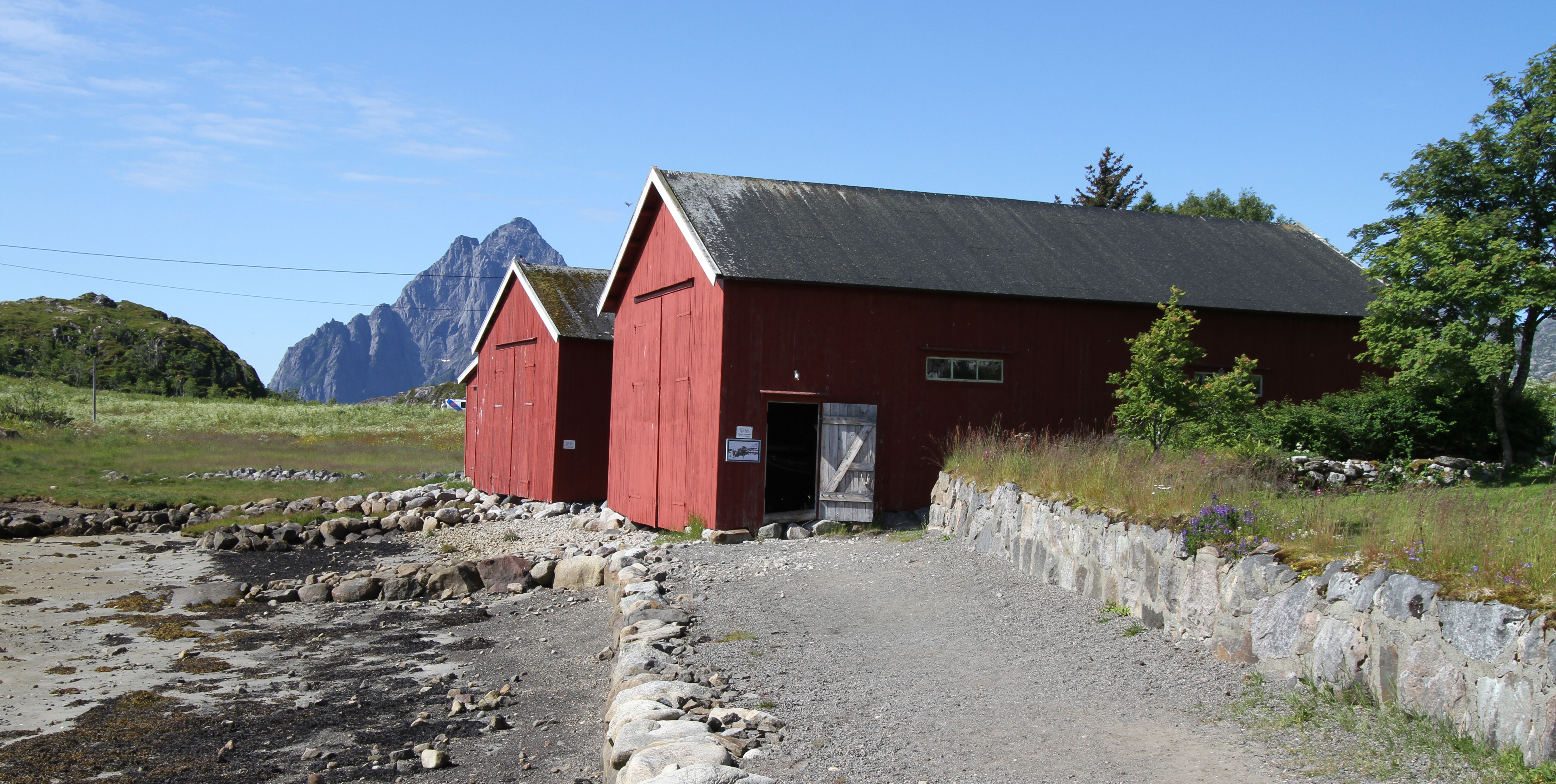
Kabelvåg Lofotmuseet
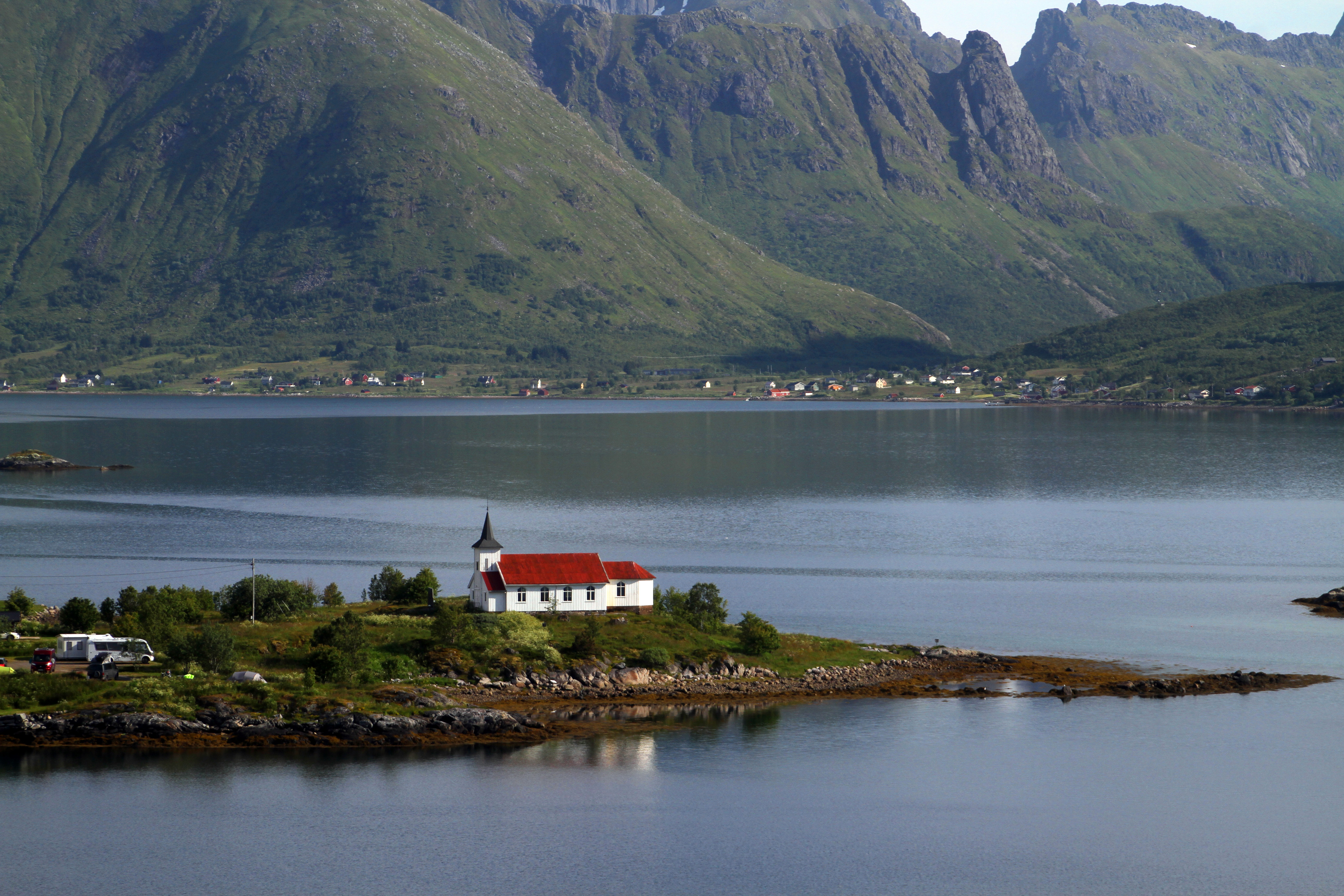
Sildpollnes
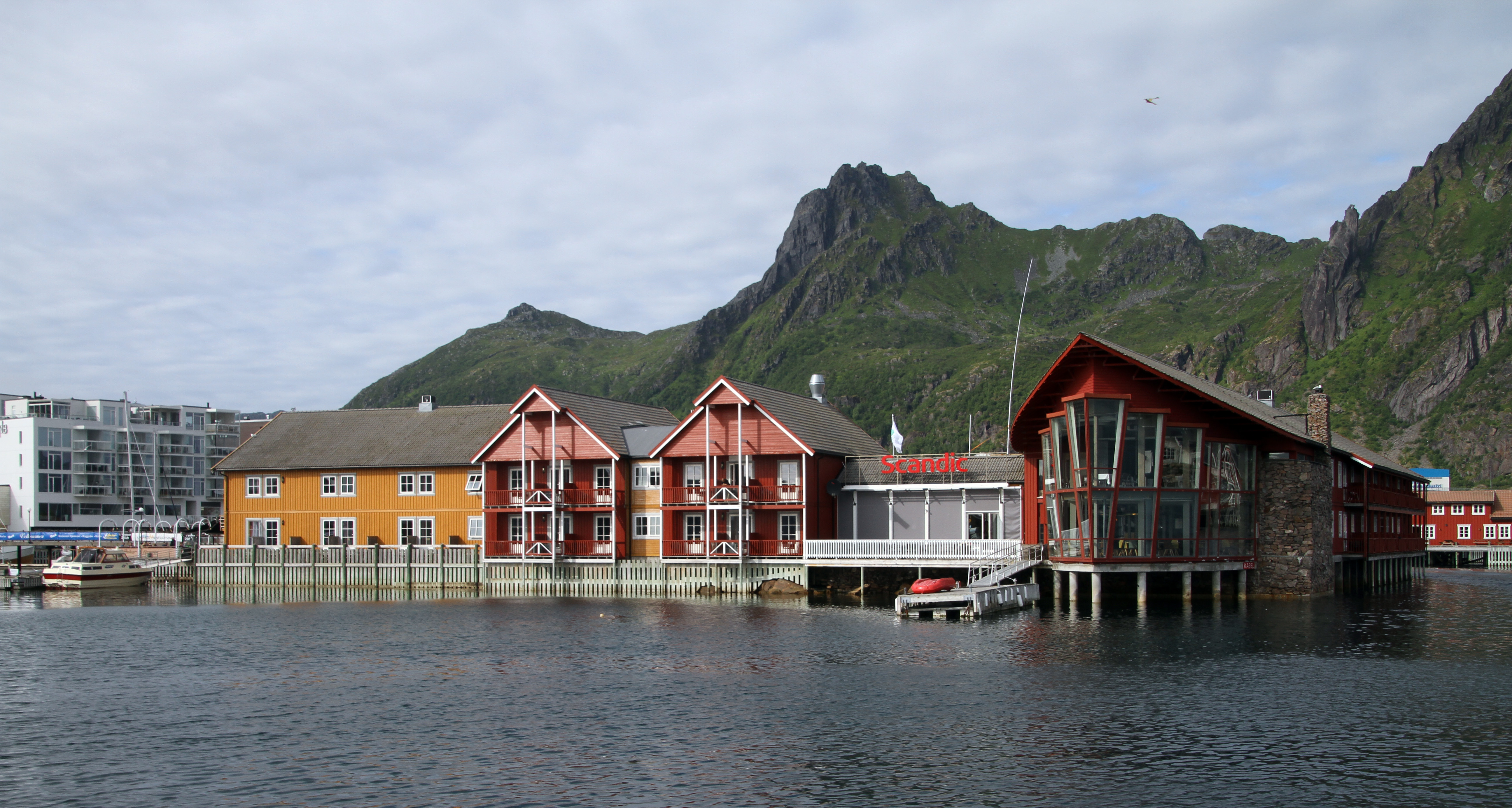
Svolvær
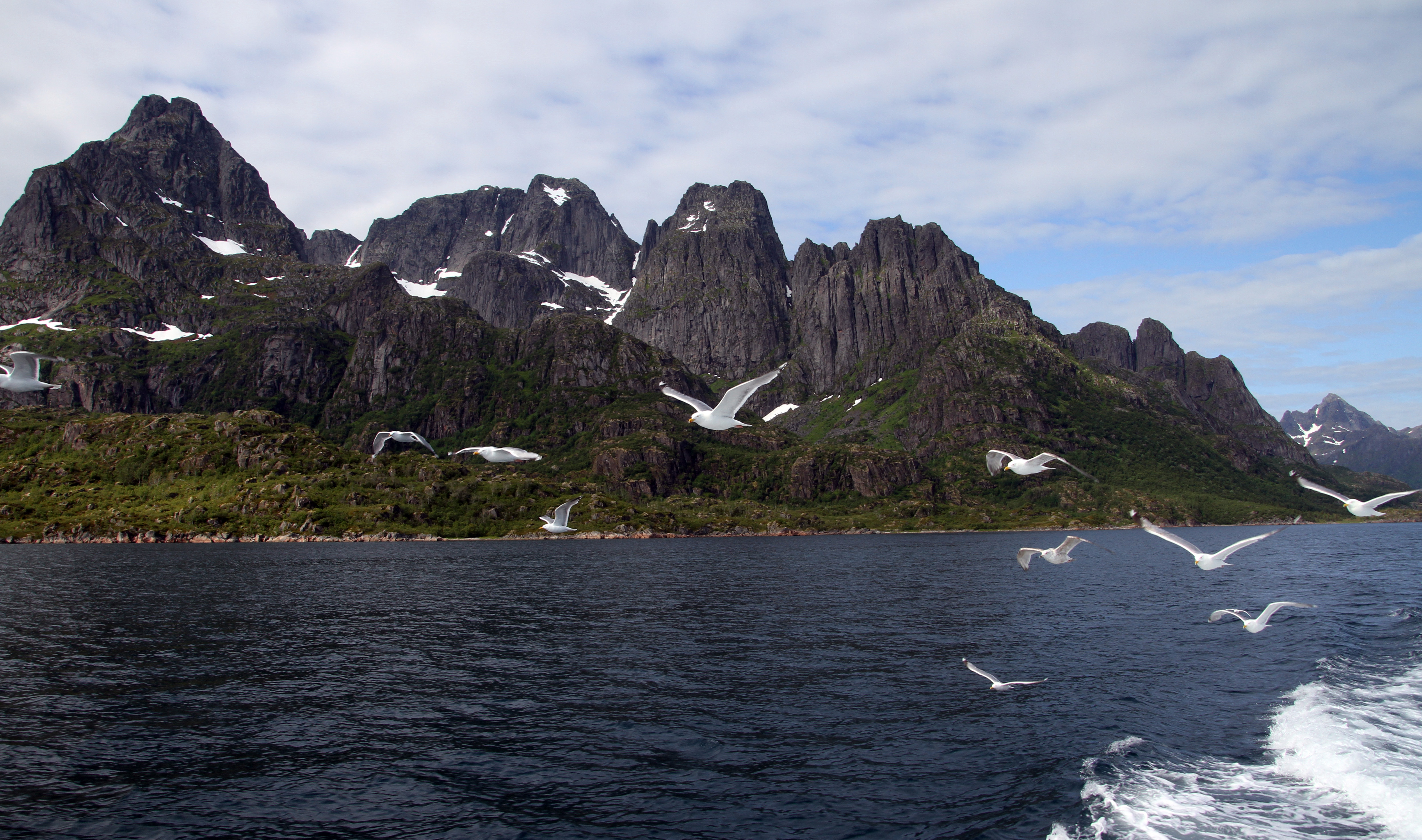
Raftsund
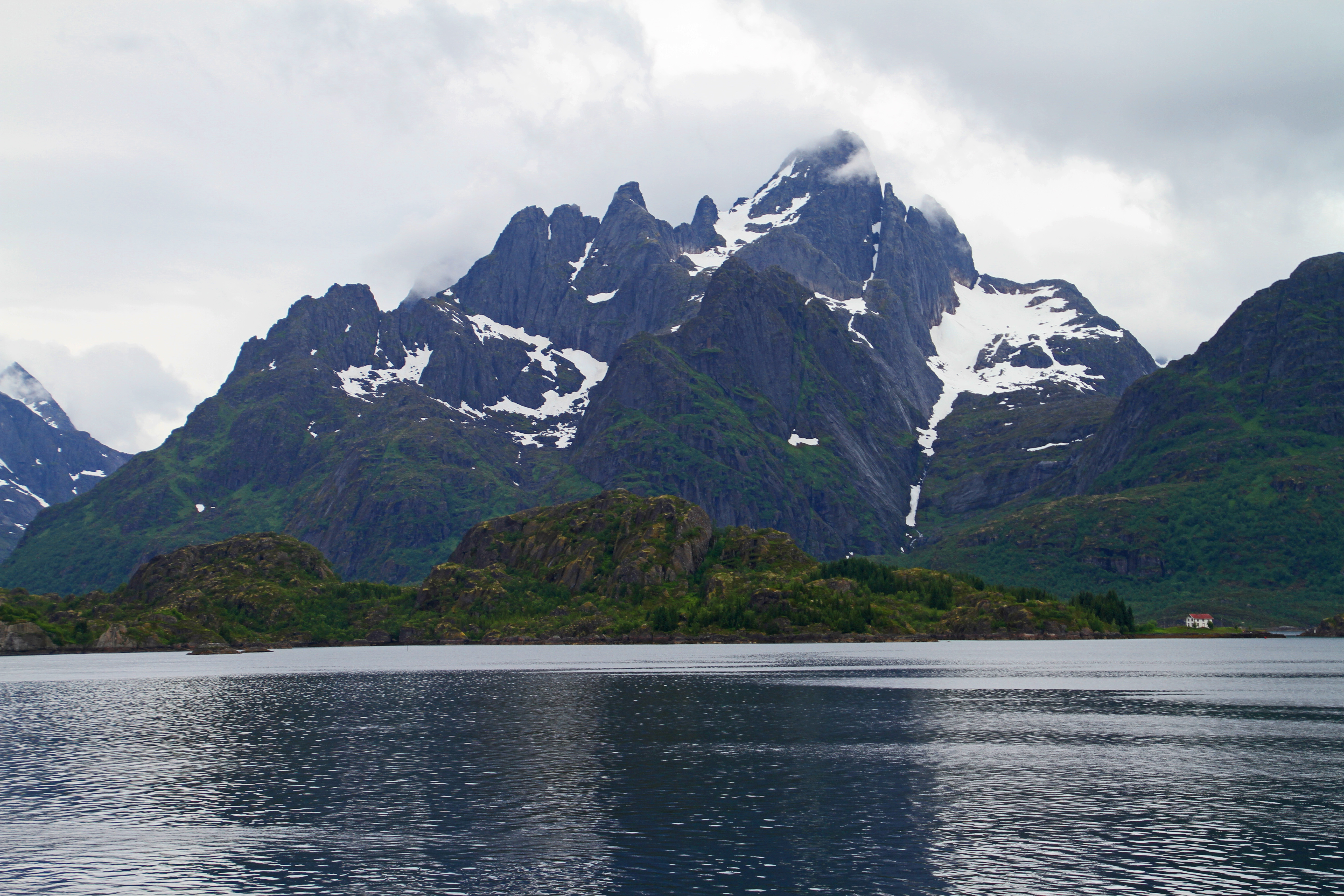
Digermulen